# Hedvin
Hedvin er vin med en alkoholprocent over det, som kan opnås ved vanlig gæring (14 procent)- I praksis holder hedvin 14-20 %. Normalt øges alkoholprocenten ved at tilsætte brændevin. 
Hedvin kan inddeles i to hovedtyper: 
- Den egentlige hedvin, hvor vinen gærer fuldt ud, og der tilsættes brændevin. Som vermouth, aperitiffer, Madeira, Portvin og Sherry.
- Andre hedvine, der opnår den høje alkoholprocent ved hjælp af koncentrationsprocesser som fordampning.

Typisk benyttes hedvin som aperitif, det vil sige en drink før et måltid, eller som dessertvin. Hedvin benyttes også til madlavning, fordi den tåler opvarmning.
På grund af det forhøjede alkoholindhold har hedvine lang holdbarhed. De kan opbevares i en karaffel, men tåler ikke direkte sollys særlig godt. Mange hedvine har en tendens til at få bundfald, så de må dekanteres efter lagring. Det var oprindelig den øgede holdbarhed, der var grunden til at forstærke vin med brændevin. Hvis brændevinen tilsættes før vinen har gæret færdig, bliver hedvinen sødere, fordi gæringen stopper, før alt sukker er omdannet til alkohol.

## Andre vintyper
- Rødvin, lavet på blå druer med skaller.
- Hvidvin, lavet på grønne druer eller afskallede blå druer.
- Rosévin, lavet på blå druer, hvor skallerne bliver sorteret fra tidligt i gæringsprocessen eller rosévin kan også laves på rosévins drue sorter.
- Mousserende vin, hvidvin med brus. Champagne fra Reims.
- Isvin, vin med karakteristisk sød smag og lavt alkoholindhold.
- Dessertvin, er søde vine, der typisk serveres til en dessert.

Typerne har så forskellige egenskaber, at de i praksis betragtes som forskellige drikke.
| Vin og vindruer | Spire Denne artikel om vin eller vindruer er en spire som bør udbygges. Du er velkommen til at hjælpe Wikipedia ved at udvide den. |